# 约书亚·凯纳兹
约书亚·凯纳兹（希伯來語：‎，1937年3月2日—2020年10月12日），是一名以色列文学家。其小说具有鲜明的风格，形式上兼容并举，特别是对于同时代以色列中产阶级心理及其行为的描写非常深刻。凯纳兹初登文坛时，希伯来文学专家谢克德评论凯纳兹受到了阿格农的影响，带有一点象征主义的味道，但是凯纳兹后来在文学风格上转型。

## 作品中譯
- 黄福海譯，《爱的招魂》，上海译文出版社，2010年。（Returning Lost Loves，由英译本转译，收于以色列当代文学译丛）